# Estádio Fredis Saldívar
Das Estádio Fredis Saldívar, auch bekannt als Douradão, ist ein reines Fußballstadion in der brasilianischen Stadt Dourados in Bundesstaat Mato Grosso do Sul. Es ist die Heimspielstätte der Fußballvereine Dourados AC, Ubiratan EC und CD Sete de Setembro. Das Stadion hat ein Fassungsvermögen von 30.000 Personen. Eigentümer des 1986 eröffneten Stadions ist der Bundesstaat Mato Grosso do Sul.